# Здравко Хубенов
Здравко Кирилов Хубенов e български зоолог и ентомолог, професор.

## Биография
Здравко Хубенов е роден на 3 януари 1954 г. в гр. София. Завършва висше образование през 1976 г. в Биологическия факултет на Софийския университет „Св. Климент Охридски“. През 1985 г. защитава дисертация на тема „Фаунистични, зоогеографски и екологични изследвания върху семейство Tachinidae (Diptera) от Санданско-Петричката котловина“.
Автор е на над 180 научни статии и монографии. Изследванията му са в областта на ентомологията, малакологията, фаунистиката, таксономията, зоогеографията, опазването на фаунистичното разнообразие от безгръбначни животни, защитените територии, защитените видове, инвазивните видове, оценката на консервационно значими територии, консервационните проблеми на фауната, съхраняването на зоологически научни колекции. Цялата му научна кариера преминава в Българската академия на науките – в бившия Институт по зоология и в Националния природонаучен музей.
Той е сред водещите ентомолози в България, със значими постижения в областта на таксономията и фаунистиката. Съществени са изследванията му и в изучаването на зоогеографското райониране на страната, изследването на редица защитени природни територии и в проучването на застрашени и инвазивни видове.

### Основни научни приноси
Най-значителни са приносите му в областта на диптерологията (дял от ентомологията, изучаващ двукрилите насекоми, разред Diptera). По отношение на паразитоидните мухи тахини от сем. Tachinidae той е сред водещите в света специалисти. Освен по тахините, той има публикации и върху подразредите Nematocera и Brachycera на разред Diptera, включително и една книга върху целия разред. Освен върху фауната на двукрилите, двукрилите паразитоиди и техните гостоприемници, той изследва и инвазивните безгръбначни животни, предимно ракообразни и водни мекотели и оценката на риска от навлизане на инвазивни чужди видове в българската фауна.
Сериозен принос има в проучването и оценката на екологичното състояние на българския участък на р. Дунав и значението на реката като екологичен коридор за навлизане на чужди инвазивни видове. Освен по тази тема, той работи и върху ракообразни и водни мекотели от други обширни водни басейни, като Охридското езеро, Черно море и др. Многобройни са проектите за изучаване на биологичното разнообразие, неговото опазване и управление, в които проф. Хубенов има ръководно участие. Той е ръководил екипа, разработил голяма част от докладите за насекомите в Националната стратегия за опазване на биологичното разнообразие, участвал е в разработването на планове за управление на националните паркове Пирин и Рила, на някои от природните паркове (Шуменско плато, Риломанастирска гора), на редица защитени територии – Кайлъка, Чохльовско блато, Атанасовско езеро и др. Участва в Научния консултативен съвет Националния парк „Централен Балкан“. Участвал е при изграждането, развитието и оптимизирането на националната екологичната мрежа Натура 2000 и при картирането и определянето на природозащитното състояние на природни местообитания и видове водни безгръбначни животни. Автор е на методики за определяне на благоприятно природозащитно състояние на типове природни местообитания по Натура 2000 в България за групи безгръбначни животни и на методики за мониторинг на редица видове безгръбначни животни. Проф. Здравко Хубенов е автор на редица обобщаващи статии върху биологичното разнообразие на България и на отделни нейни обширни райони като Кресненския пролом, Източните Родопи, Витоша и др. В том 2 на Червената книга на Република България проф. Хубенов е автор на статиите за пет вида мекотели.
Член е на редакционните колегии на Fauna Bulgarica и Catalogus faunae bulgaricae.

### Преподавателска дейност
Преподавателската му дейност е в Софийския университет „Св. Климент Охридски“, в Нов български университет и в Пловдивския университет „П. Хилендарски“. В Биологическия факултет на Софийския университет той дълги години чете лекции по „Ентомология, еволюция и филогения на насекомите“ и „Морфология, анатомия и систематика на насекомите“. В Нов български университет преподава „Зоология на безгръбначните животни“ и „Зоология на гръбначните животни“, а в Пловдивския университет – „Фаунистично разнообразие на България“. Особено внимание отделя на качеството на преподаването в университетите. Той е един от малкото преподаватели, които сами са изготвили табла (с внушителен брой – 1658) за онагледяване на лекциите си. Проф. З. Хубенов е популярен и с енциклопедичните си познания в областта на ентомологията, българската флора и фауна, филогенията и еволюцията на насекомите и природните науки като цяло.

### Трудове (частично)
- Hubenov, Zdravko. Species composition and distribution of the dipterans (Insecta: Diptera) in Bulgaria. Pensoft and National Museum of Natural History, Sofia, 2021. 276 pp.
- Shurulinkov, Peter, Zdravko Hubenov, Stoyan Beshkov, Georgi Popgeorgiev (Eds). Biodiversity of the Bulgarian-Romanian section of the Lower Danube. Book review // Nova Science Publishers, New York, 2019
- Hubenov, Z. Vertical distribution and comparative zoogeographical characteristic of dipteran fauna (Insecta: Diptera) according to the vegetation belts of the Pirin and Rila Mountains. – Historia naturalis bulgarica, 2017, 24- 3: 1-60.
- Hubenov, Z. Species composition of the free living multicellular invertebrate animals (Metazoa: Invertebrata) from the Bulgarian sector of the Black Sea and the coastal brackish basins. – Historia naturalis bulgaricaa, 2015, 21: 49-168.
- Hubenov, Z. Composition and zoogeographical characteristics of the family Tachinidae (Diptera: Insecta) in Serbia and Bulgaria. – Advances in Arachnology and Developmental Biology. Papers dedicated to Prof. Dr. Božidar Ćurčić. S. E. Makarov & R. N. Dimitrijević (eds). Inst. Zool., Belgrade; BAS, Sofia; Fac. Life Sci., Viena; SASA, Belgrade & UNESCO MAB Committee, Serbia. Viena—Belgrade—Sofia, Monographs, 2008, 12, 375–394